# Olof Örnberg
Olof Örnberg, född 30 augusti 1724 i Luleå, död 7 september 1804 i Nederkalix socken, var en svensk präst.
Örnberg var son till Olof Örnberg och Märta Sidenbom; fadern var först skolmästare i Luleå men blev slutligen komminister i Burträsks församling. Örnberg inskrevs i oktober 1742 som student vid Uppsala universitet. År 1747 blev han vikarierande lärare vid Piteå skola men prästvigdes 1749 och var därefter komminister i Piteå stadsförsamling samtidigt som han verkade som lärare i staden. I oktober 1759 utnämndes han till komminister i Skellefteå församling, där han tillträdde 1 maj 1760. I september 1778 valdes han nästan enhälligt till kyrkoherde i Nederkalix församling och tillträdde tjänsten 1779. Örnberg utnämndes till prost 1791.
Örnberg gifte sig 1759 i Piteå med Margareta Warg, som var dotter till handlanden Hans Warg och Anna Höjer. Makarna fick 20 barn, bland andra Anna Brita Örnberg som gifte sig med sjökaptenen Per Wiklund i Skellefteå, Märta Helena Örnberg som gifte sig med lagmannen Carl Jöran Furtenbach, Sofia Margareta Örnberg som gifte sig med prosten Erik Burman i Karl Gustav, sjökaptenen Hans Olof Örnberg avliden ogift i Nederkalix två dagar efter fadern, Sara Maria Örnberg som gifte sig med handlanden Erik Nyberg i Nederkalix, Barbro Catharina Örnberg som gifte sig med överjägmästaren Eric Gustaf Petersson på gården Åkroken i Nederkalix, glasbruksinspektoren Anders Magnus Örnberg, skeppsbyggmästaren Axel Örnberg i Göteborg, assessor Carl Jakob Örnberg, borgmästare i Piteå och far till Aurora von Qvanten, och slutligen löjtnanten Göran Fredrik Örnberg.  
Örnberg är begravd i Kalix kyrka nära utgången till vapenhuset. I samma grav vilar dotterdottern Ulla Petersson, som dog åtta år gammal 1816. Hennes stoft har vid olika gravöppningar visat sig vara välbevarat och hon är gravsatt som ett slags Kristi brud i vit fotsid tyllklänning med guldbroderade kantband samt med vita broderade bomullsvantar och vita paljettprydda sidenskor; på bröstet ligger en bukett av tygblommor i knopp. Hon är på orten känd som den så kallade kyrkbruden.